# Когут Федір Іванович
Когут Федір Іванович (псевдо: «Берест», «Богдан Калина», «Директор», «Карась», «Лікар», «Професор», «Улас» («Б. Улас»), «І. Федорович»; 1896, с. Терпилівка нині Скориківська сільська громада, Тернопільська область — 7 жовтня 1951, на межі Яремчанського і Надвірнянського районів) — лицар Бронзового хреста заслуги УПА та Срібного хреста заслуги УПА.

## Життєпис
Освіта — вища: закінчив Київський та Празький університети, вчитель-гуманітарій. 
З 1920 року жив на еміграції. У 1940 році працював викладачем української мови в середній школі м. Косів. Співробітник Українського комітету у м. Косові (1941—1944). Редактор газети «В бій» — друкованого органу Косівського повітового проводу ОУН (1941), працівник осередку пропаганди Станиславівського обласного (1944—1945), Карпатського крайового (1945—1951) проводів ОУН і водночас заступник референта пропаганди Карпатського крайового проводу ОУН (1950-10.1951). 
Формально член ОУН із серпня 1946 року. Член УГВР. Працівник редакцій підпільних видань КОП КК, автор 17 брошур.
Загинув у сутичці з агентурно-бойовою групою відділу 2-Н УМДБ Станіславської області на пункті зв'язку. 

## Нагороди
Відзначений Бронзовим хрестом заслуги УПА (14.10.1947) та Срібним хрестом заслуги (23.08.1948).